# Ivo Šuste
Ivo Šuste (Split, 16. prosinca 1903. – Zagreb, 22. veljače 1977.) je bio hrvatski nogometaš i nogometni izbornik, veslač, novinar i plivački dužnosnik. Igrao je na mjestu braniča i pomagača, a poslije je igrao i u napadu. Nakon što je prestao igrati nogomet, radio je kao novinar. 
Trenirao je veslanje u Gusaru iz Splita.
1923. je igrao u sastavu Hajduka iz Splita koji je bio državni prvak. U Hajduku je bio od 1920. do 1924. godine. Zbog školovanja je otišao u Zagreb. Ondje je igrao za Concordiju za koju je igrao do 1926. godine, nakon čega radi kao novinar. Posao ga je odveo u Beograd gdje je bio dopisnikom tiskovina iz Zagreba.
1934. je postao izbornikom jugoslavenske reprezentacije. Jugoslaviju je vodio u trojcu za izbor igrača s Matom Miodragovićem iz Beograda i Petrom Plešom iz Zagreba. Prvi put je vodio 26. kolovoza u Beogradu protiv Poljske, a zadnji put 1. siječnja 1935. u Ateni protiv Rumunjske.
Jeseni 1938. je bio dijelom akcijskog odbora koji je bio sastavljen radi preorganiziranja hrvatskog nogometa u samostalne vode i odvajanja hrvatskog športa od jugoslavenskog. U njemu su bili: Ivo Kraljević iz Građanskog, Marijan Dujmović i Lucijan Kovačić iz HAŠK-a, Ivo Šuste iz Hajduka, Bogdan Cuvaj iz Concordie. Suutemeljiteljem je Hrvatske športske sloge, vrhovnog športskog tijela Banovine Hrvatske, u kojoj je postao tajnikom skupa s Josipom Horvatom. Radio je do 7. svibnja 1941. godine. Uspostavom NDH, jednom je išao u ministarstvo na razmjenu mišljenja kod predstojnika za šport Josipa Miljkovića zajedno s Tihomirom Majcenom i Ivom Kraljevićem. Do obnove Hajduka nije bio više uključen u šport. Nakon pada Italije, uključio se u akciju obnove Hajduka te je dopisom zatražio pomoć za obnovu Hajduka.
Kad je Hajduk obnavljao svoj rad u Drugom svjetskom ratu, Šuste je bio u Zagrebu. Bio je u drugoj skupini igrača kojima se uputilo poziv za odlazak na Vis obnoviti Hajduk: Ivo Šuste, Fabjan Kaliterna, Ante Bakotić, Tonči Bonačić, Gajo Raffanelli, Šime Milutin, Ante Kesić, Josip Lin, Ratko Kacian, Zvone Koceić Pićo, Veljko Poduje, Vlado Kragić, Ivo Kurir, Đuro Purišić. Šuste se odazvao pozivu.
Poslije rata bio je plivačkim dužnosnikom u Hrvatskoj. Mnogo je pridonio uspjesima Mladosti. Predsjedavao je Hrvatskim plivačkim savezom.
Rođak je hrvatskog povjesničara i predsjednika Matice hrvatske Igora Zidića. Još dok je Zidić bio student povijesti umjetnosti, Šuste mu je pribavio pisaći stroj.
Iz Šustine je ostavštine Hrvatski športski muzej preuzeo pokal "plivanje – HAŠK 1913".
Statistika u Hajduku
| Natjecanje        | Nastupi | Zgoditci |
| ----------------- | ------- | -------- |
| Prvenstvo         | 0       | 0        |
| Kup               | 1       | 0        |
| Superkup          | 0       | 0        |
| Međunarodne       | 0       | 0        |
| Splitski podsavez | 11      | 0        |
| Ukupno            | 12      | 0        |
| Prijateljske      | 75      | 1        |
| Sveukupno         | 87      | 1        |